# Пол Лафарг
Пол Лафарг (на френски: Paul Lafargue; Сантяго де Куба 15 януари 1842 г. – Дравей 25 ноември 1911 г.) е френски политик, активист и писател. Участието му в Първи интернационал и др. социалистически организации го прави известен, а житейският му път се свързва с Лора Маркс, дъщерята на Карл Маркс, с която е сключил брак в 1868. Пол Лафарг е автор на множество кратки съчинения, третиращи не само политика, но също и литературни или исторически теми.

## Биография
Бащата на Пол, Франсоа Лафарг, е собственик на плантация в Куба, а майка му е от заможно местно семейство. През 1851 г. семейството се установява в Бордо, родния град на баща му, където Пол се учи, преди да замине в Париж за да следва медицина. Политическата му дейност става причина да бъде отстранен от университета, но в 1865 г. той заминава като френски представител в Първия Интернационал за Лондон където бива въвлечен в най-близкия кръг около Маркс и Енгелс.
През 1871 г. взема участие в Парижката комуна и пътува за да организира подкрепа на въстанието в Бордо. След разгрома бяга в Испания, пребивава в Португалия и Лондон, а след обявената амнистия през 1880 г. се връща в Париж. В следващите години, но неколкократно бива избиран за народен представите в парламента но е преследван по политически причини. След като Енгелс завещава част от богатството си на Лора Маркс-Лафарг през 1896 г. семейството се установява в Дравей, близо до Париж. В 1911 г. двамата, по собствена воля, се самоубиват.

## Възгледи и творчество
Възгледите на Пол Лафарг се определят като марксистки, като се отбелязва тяхната радикалност. Твърди се дори, че те станали повод Маркс да подхвърли забележката, че самият той (Маркс) „не е марксист“. Пише множество изложения. В 1880 като редактор на в-к L'Egalité публикува най-известния си текст Правото на Мързел. С него Пол Лафарг се противопоставя на лозунга за „право на труд“ издигнат по време на февруарска революция. Лафарг оспорва мнението, че трудът сам по себе си е добродетел, което, както той изтъква, се поддържа от идеологията и църквата.
Пол Лафарг е публикувал лични спомени за Маркс и за Енгелс, изложения на марксистки възгледи за икономиката, исторически изследвания, в т.ч. за Томазо Кампанела, древна Гърция., разни митове и пр. От 1906 г. до края на живота си пише и уводни статии за в-к Юманите